# عيد الاستقلال (الفلبين)

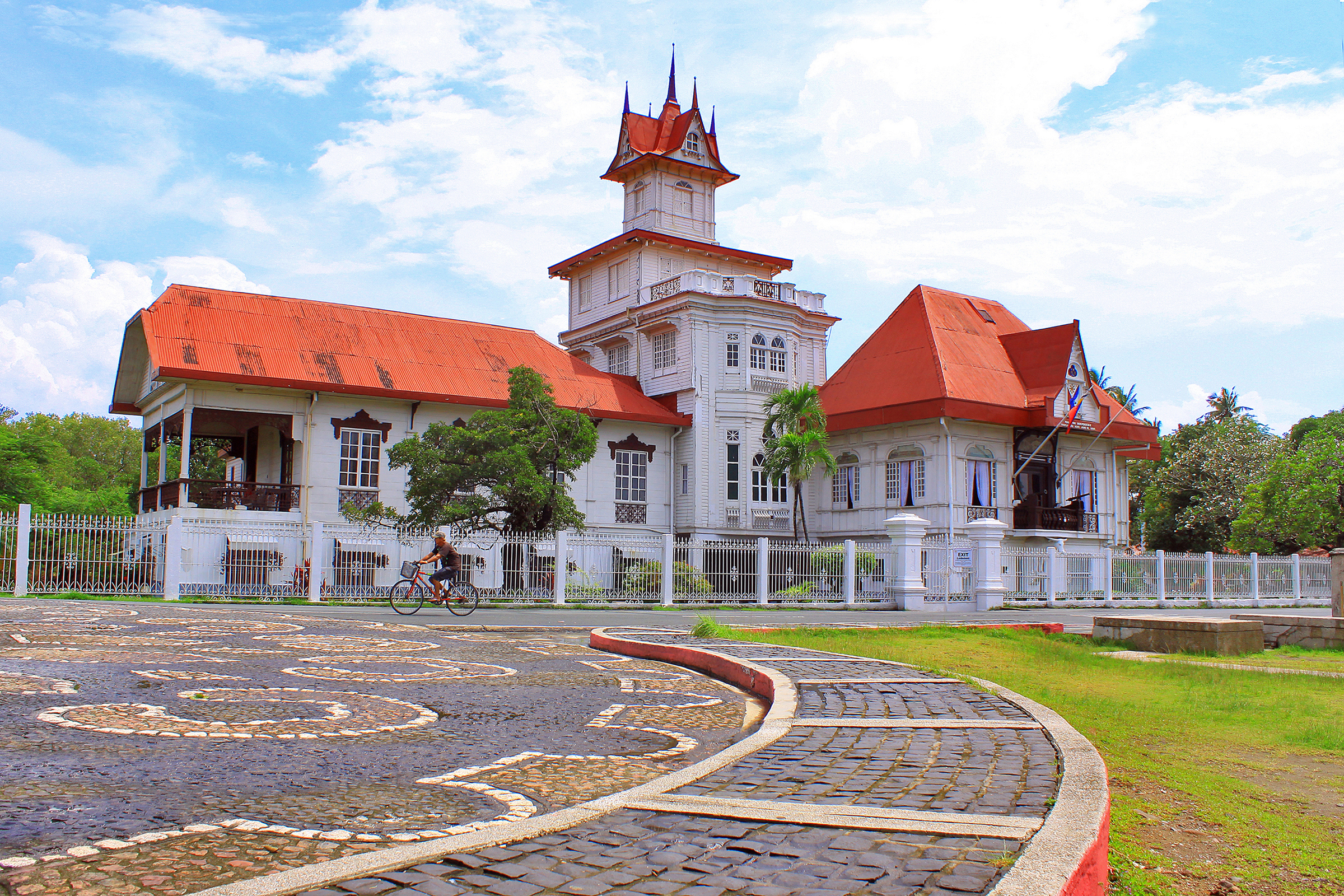
لممتلكات التراث الثقافي في الفلبين ببطاقة الهوية

يوم الاستقلال في الفلبين  هو يوم وطني؛ يُصادف في 12 يونيو وهو يوم عطلة رسمية.  إحياءً لذكرى إعلان استقلال الفلبين عن إسبانيا في عام 1898م. 